# Hippocampus borboniensis
Hippocampus borboniensis é uma espécie de peixe da família Syngnathidae.
Pode ser encontrada nos seguintes países: Madagáscar, Maurícia, Moçambique, Réunion, África do Sul e Tanzânia.
Os seus habitats naturais são: pradarias aquáticas subtidais.
Está ameaçada por perda de habitat.